# Tubulinilna Tyr karboksipeptidaza
Tubulinilna  karboksipeptidaza (EC 3.4.17.17, karboksipeptidaza-tubulin, rastvorna karboksipeptidaza, tubulin-tirozinska karboksipeptidaza, tubulinska karboksipeptidaza, tubuliniltirozinska karboksipeptidaza, tirozinotubulinska karboksipeptidaza, tiroziltubulinska karboksipeptidaza, TTCPaze, moždana karboksipeptidaza I) je enzim. Ovaj enzim katalizuje sledeću hemijsku reakciju
Razlaganje -Glu-Tyr veze čime se oslobađa C-terminalni tirozinski ostatak sa prirodno tirozinisanog tubulina. Neaktivan je na Z-Glu-Tyr
Ovaj enzim je aktivan pri neutralnom pH.

## Literatura
- Nicholas C. Price; Lewis Stevens (1999). Fundamentals of Enzymology: The Cell and Molecular Biology of Catalytic Proteins (Third изд.). USA: Oxford University Press. ISBN 019850229X.
- Eric J. Toone (2006). Advances in Enzymology and Related Areas of Molecular Biology, Protein Evolution (Volume 75 изд.). Wiley-Interscience. ISBN 0471205036.
- Branden C; Tooze J. Introduction to Protein Structure. New York, NY: Garland Publishing. ISBN 0-8153-2305-0.
- Irwin H. Segel. Enzyme Kinetics: Behavior and Analysis of Rapid Equilibrium and Steady-State Enzyme Systems (Book 44 изд.). Wiley Classics Library. ISBN 0471303097.

## Spoljašnje veze
- Tubulinyl-Tyr+carboxypeptidase на 